# خیلی زیاد
 خیلی زیاد (به انگلیسی: Too Much)نام ترانه‌ای بسیار موفق از الویس پریسلی است که به مقام شماره یک جدول بهترینها رسیده است. این ترانه توسط کمپانی موسیقی الویس پریسلی منتشر شده است. این ترانه برای نخستین بار در سال ۱۹۵۴ توسط خواننده‌ای به نام برنارد هاردیسون اجرا شده بود که موفقیتی کسب نکرد. الویس پریسلی این ترانه را در ماه سپتامبر ۱۹۵۶ ضبط کرده و نخستین بار در ۶ ژانویه ۱۹۵۷ به صورت زنده در برنامه تلویزیونی اد سولیوان اجرا کرد. این ترانه به صورت تک‌آهنگ منتشر شده و در هر دو جدول بهترین ترانه‌ها و پرفروشترین ترانه‌ها به صدر جدول رسید. همچنین این ترانه در فهرست صد ترانه برتر آهنگهای پاپ در جایگاه دوم قرار گرفت.